# Westerlund 1-20
 Westerlund 1-20 o también conocido como Westerlund 1 BKS D, es una estrella supergigante roja, se encuentra en la constelación de Ara, a unos 12000 años luz, en el cúmulo de estrellas Westerlund 1, de tipo espectral M3I-M6I, posee una magnitud aparente de 13.592, una luminosidad de 101000 veces la del Sol, una temperatura de 3294K a 3850K y un radio de entre 858 a 965 radios solares, si estuviera en lugar del Sol estaría a mitad de camino entre las orbitas de Ceres y Júpiter.

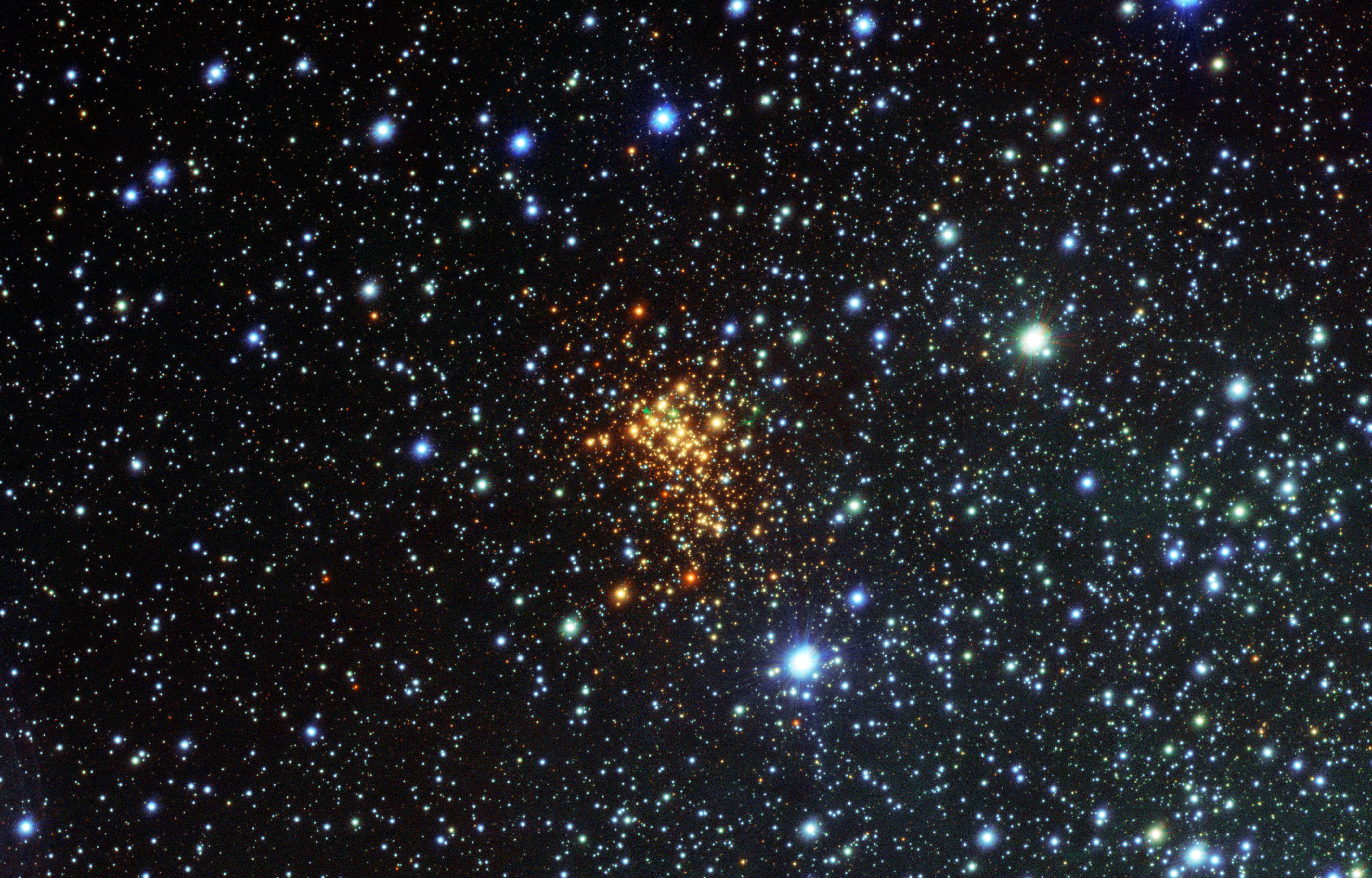
Westerlund 1-20 en el cúmulo de estrellas Westerlund 1